# Vladimir Davidović
Vladimir Davidović Bobo, hrvatski kazališni, televizijski i filmski glumac i bivši sudac

## Životopis
Rodio se je 1950. godine. Mati mu je poznata glumica Magda Matošić, preko koje je zavolio kazalište. U rodbini je bilo glumaca, ali i pravnika i sudaca. Postao je pravnik, poslije i sudac, a povremeno je nastupao u kazalištu. Kad je došao do trenutka kad je morao izabrati, odlučio se za kazalište. Kao glumac bio je vrstan izražavajući se na splitskom dijalektu kao i na standardnom hrvatskom jeziku. Kao glumcu ležale su mu uloge u komedijama, glumeći živčane likove i cjepidlake. Uspjele je uloge ostvario u dvjema inačicama Libra Marka Uvodića Splićanina, Ljubovnicima, Biž ća, ne motaj se gola, Čoviku, zviri i kriposti, Kazališnome satu, Vjere iznenada, Umišljenog bolesnika i Predstave Hamleta u selu Mrduša Donja. 1990-ih je postao ravnatelj "dječjeg" kazališta Titovi mornari i od te ustanove stvorio relevantnu kazališnu kuću Gradsko kazalište mladih.